# Nadżwan Ghurajjib
Nadżwan Ghurajjib (arab. نجوان غريب, hebr. נג'ואן גרייב, ur. 30 stycznia 1974 w Nazarecie) – izraelski piłkarz pochodzenia arabskiego grający na pozycji lewego obrońcy lub pomocnika. W swojej karierze 18 razy zagrał w reprezentacji Izraela i strzelił w niej 4 gole.

## Kariera klubowa
Karierę piłkarską Ghurajjib rozpoczął w klubie Maccabi Ahi Nazaret. W 1994 roku przeszedł do Maccabi Hajfa i w sezonie 1994/1995 zadebiutował w jego barwach w pierwszej lidze izraelskiej. W 1995 roku zdobył z Maccabi Puchar Izraela.
Latem 1995 roku Ghurajjib przeszedł do Maccabi Petach Tikwa. Grał w nim przez 2 sezony w podstawowym składzie. W 1997 roku zmienił klub i trafił do Hapoelu Hajfa. W sezonie 1998/1999 wywalczył z Hapoelem swoje pierwsze w karierze mistrzostwo kraju.
Latem 1999 roku Ghurajjib został zawodnikiem Aston Villi, a suma transferu wyniosła milion funtów. W Premier League zadebiutował 22 października 1999 w zremisowanym 1:1 domowym meczu z Wimbledonem. W Aston Villi przez rok wystąpił 5 razy w lidze.
W 2000 roku Ghurajjib wrócił do Izraela i ponownie został piłkarzem Hapoelu Hajfa. W 2002 roku odszedł z niego do Maccabi Ahi Nazaret, gdzie grał w sezonie 2002/2003. W sezonie 2003/2004 występował w Hapoelu Petach Tikwa, a w sezonie 2004/2005 - w Maccabi Hajfa, z którym został mistrzem kraju. Karierę piłkarską kończył w Maccabi Ahi Nazaret w 2006 roku.
| Sezon   | Klub                 | Kraj   | Rozgrywki      | Mecze | Bramki |
| ------- | -------------------- | ------ | -------------- | ----- | ------ |
| 1994/95 | Maccabi Hajfa        | Izrael | Ligat ha’Al    | 23    | 4      |
| 1995/96 | Maccabi Petach Tikwa | Izrael | Ligat ha’Al    | 27    | 10     |
| 1996/97 | Maccabi Petach Tikwa | Izrael | Ligat ha’Al    | 22    | 4      |
| 1997/98 | Hapoel Hajfa         | Izrael | Ligat ha’Al    | 26    | 2      |
| 1998/99 | Hapoel Hajfa         | Izrael | Ligat ha’Al    | 29    | 7      |
| 1999/00 | Aston Villa          | Anglia | Premier League | 5     | 0      |
| 2000/01 | Hapoel Hajfa         | Izrael | Ligat ha’Al    | 11    | 1      |
| 2001/02 | Hapoel Hajfa         | Izrael | Ligat ha’Al    | 29    | 0      |
| 2002/03 | Maccabi Ahi Nazaret  | Izrael | Ligat ha’Al    | 25    | 7      |
| 2003/04 | Hapoel Petach Tikwa  | Izrael | Ligat ha’Al    | 17    | 2      |
| 2004/05 | Maccabi Hajfa        | Izrael | Ligat ha’Al    | 7     | 0      |
| 2005/06 | Maccabi Ahi Nazaret  | Izrael | Liga Arcit     | 30    | 1      |
| 2006/07 | Maccabi Ahi Nazaret  | Izrael | Liga Leumit    | 4     | 0      |

## Kariera reprezentacyjna
W reprezentacji Izraela Ghurajjib zadebiutował 18 marca 1998 roku w wygranym 1:0 towarzyskim meczu z Rumunią. W swojej karierze grał w eliminacjach do Euro 2000. W kadrze narodowej od 1998 do 2001 roku rozegrał 18 meczów i strzelił 4 gole.